# Ebea
Ebea est un village du Cameroun situé dans la région du Sud et le département de l'Océan. Faisant partie de la commune de Lokoundjé, il se trouve à 36 km de Kribi sur la route qui relie Kribi à Édéa.

## Population
En 1966, la population était de 88 habitants. Lors du recensement de 2005, le village comptait 107 habitants dont 63 hommes et 44 femmes, principalement des Mabéa.